# Крепость Ван

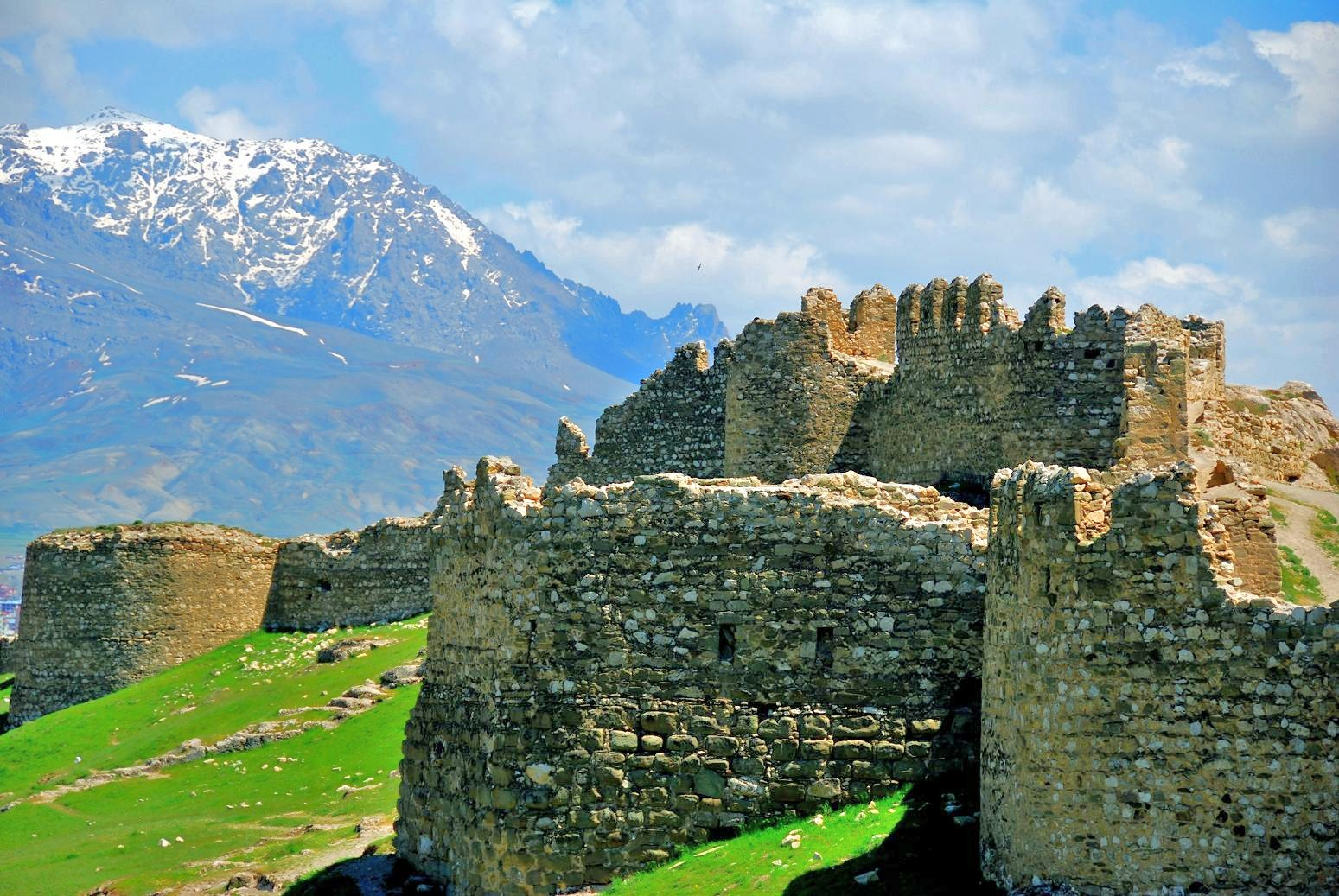
Руины крепости Ван

Крепость Ван (арм. Վանի Բերդ, тур. Van Kalesi, курд. Kela Wanê), также известна как цитадель Ван — массивное каменное фортификационное сооружение, построенное в древнем царстве Урарту в IX—VII веках до н. э.
Крепость имеет длину около 1800 м, высоту — 120 м, ширину — 80 м.
Со стен крепости открывается вид на развалины Тушпы — древней урартской столицы IX века до нашей эры. Ряд подобных укреплений был построен во времена царства Урарту. Они, как правило, расположены на склонах гор в современной Армении, Турции и Иране. Крепостью в разное время владели ахемениды, армяне, парфяне, римляне, сасаниды, персы, византийцы, арабы, сельджуки, турки и русские. Древняя крепость Ван находится к западу от города Ван и к востоку от озера Ван в провинции Ван Турции.
Нижние части стен крепости Ван были построены из базальта, остальное строили из сырцовых кирпичей.
Такие крепости были использованы для контроля над территорией, а не как защита против иностранных армий. Развалины крепости находятся рядом с современным Ваном, где они поддерживают стены, построенные в средневековую эпоху.

Надпись Ксеркса Великого на стене крепости

Рядом с крепостью на ровном участке скалы выгравирована трехъязычная надпись персидского царя Ксеркса Великого, датированная V веком до н. э. Надпись находится почти в идеальном состоянии и разделяется на три колонки в 27 строк. Текст написан слева направо на древнеперсидском, вавилонском и эламском языках. Это единственная известная ахеменидская надпись, находящаяся за пределами Ирана.
Надпись впервые была опубликована французским учёным-востоковедом Эженом Бурнуфом в 1836 году. Трехъязычный текст надписи помог расшифровать тексты древних персидских клинописей.

## Галерея

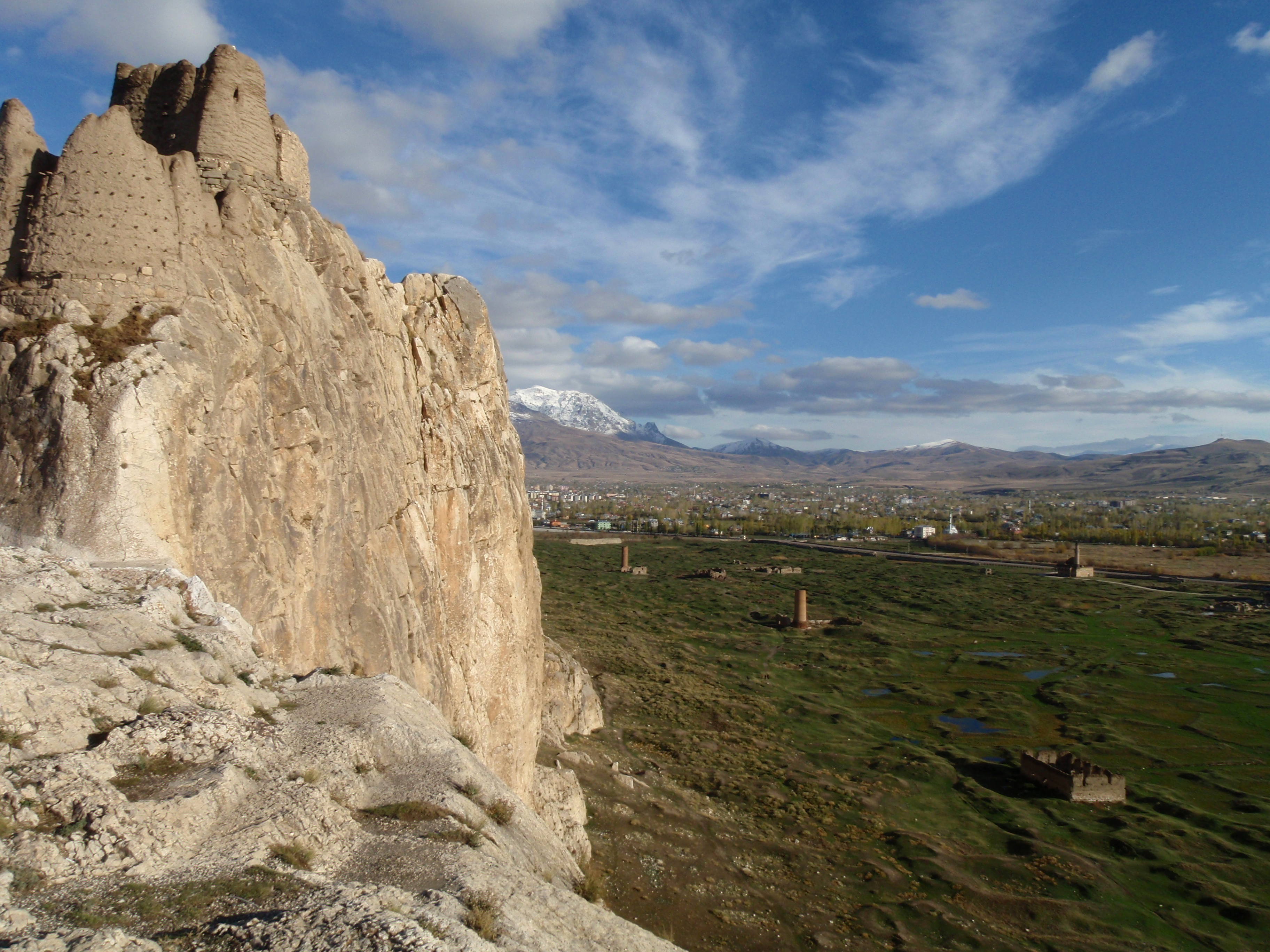
Руины крепости города Тушпа
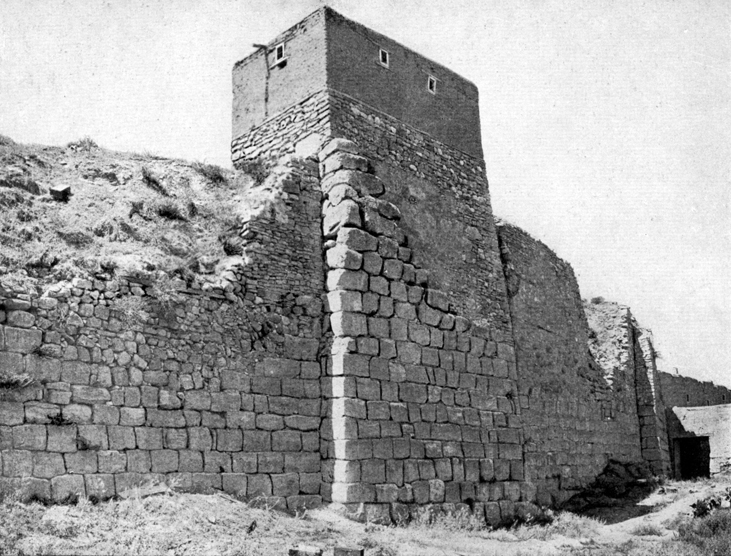
Стены крепости, фото русского археологического общества (1916)
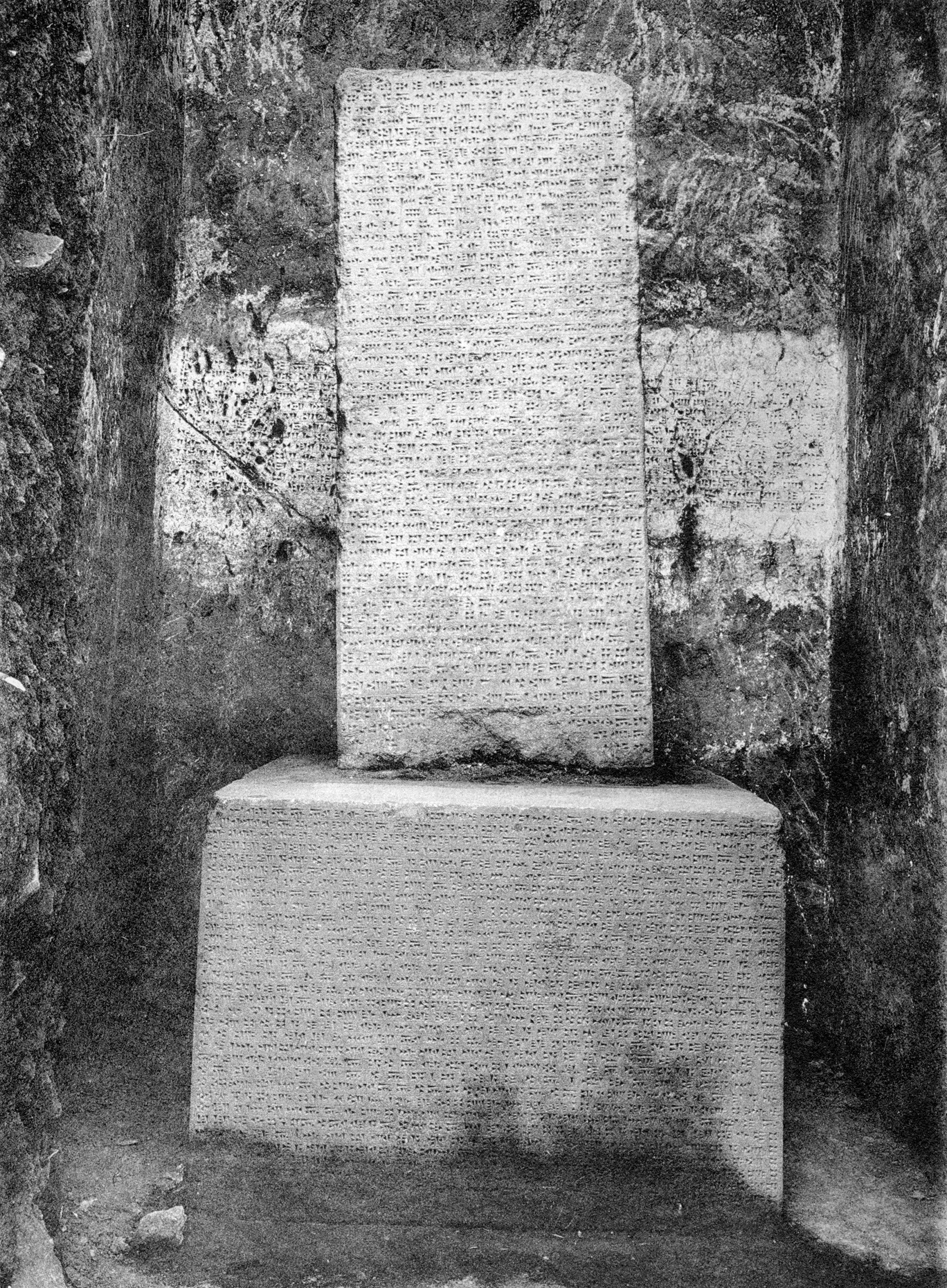
Летопись Сардури (1915)
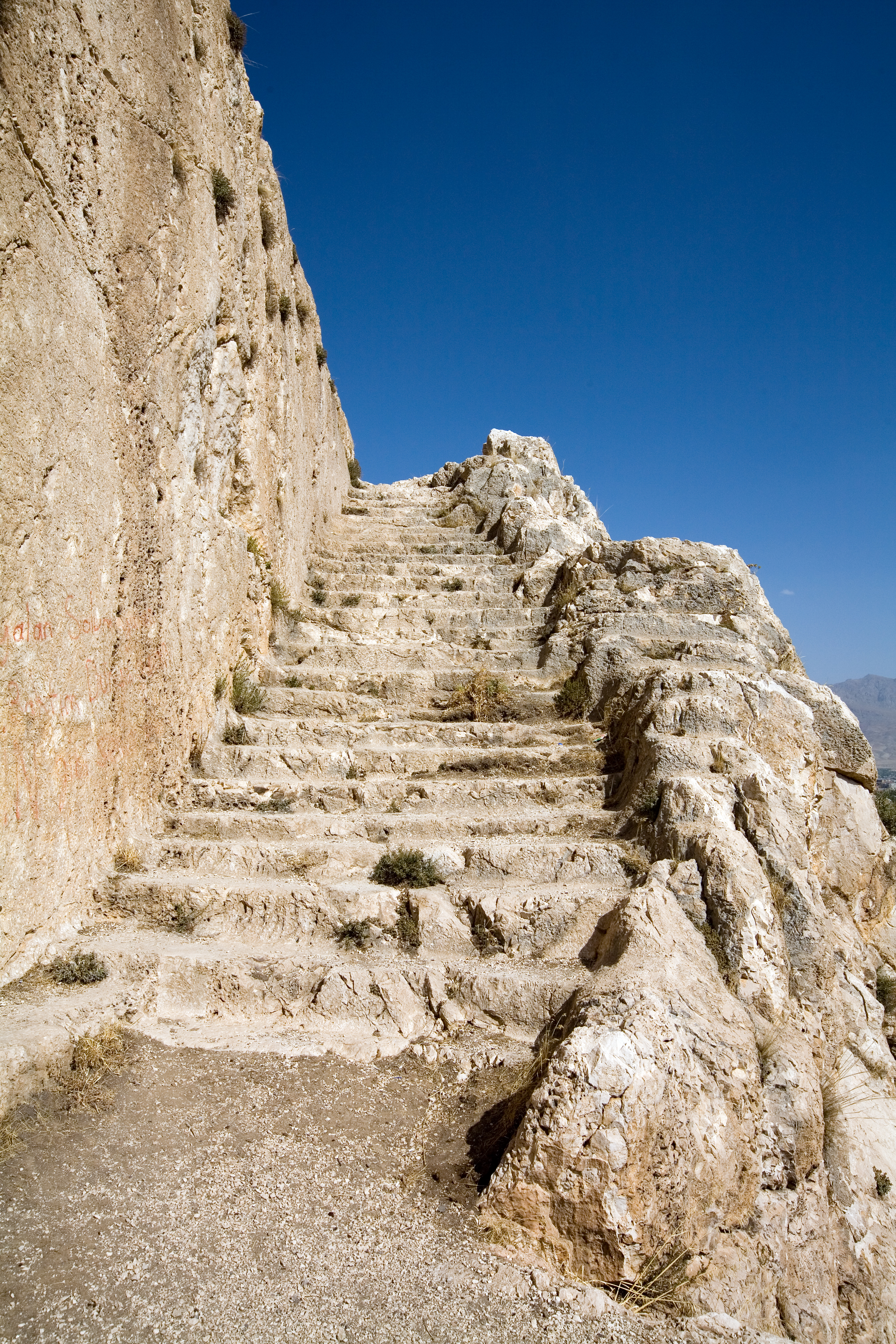
Лестница в крепости
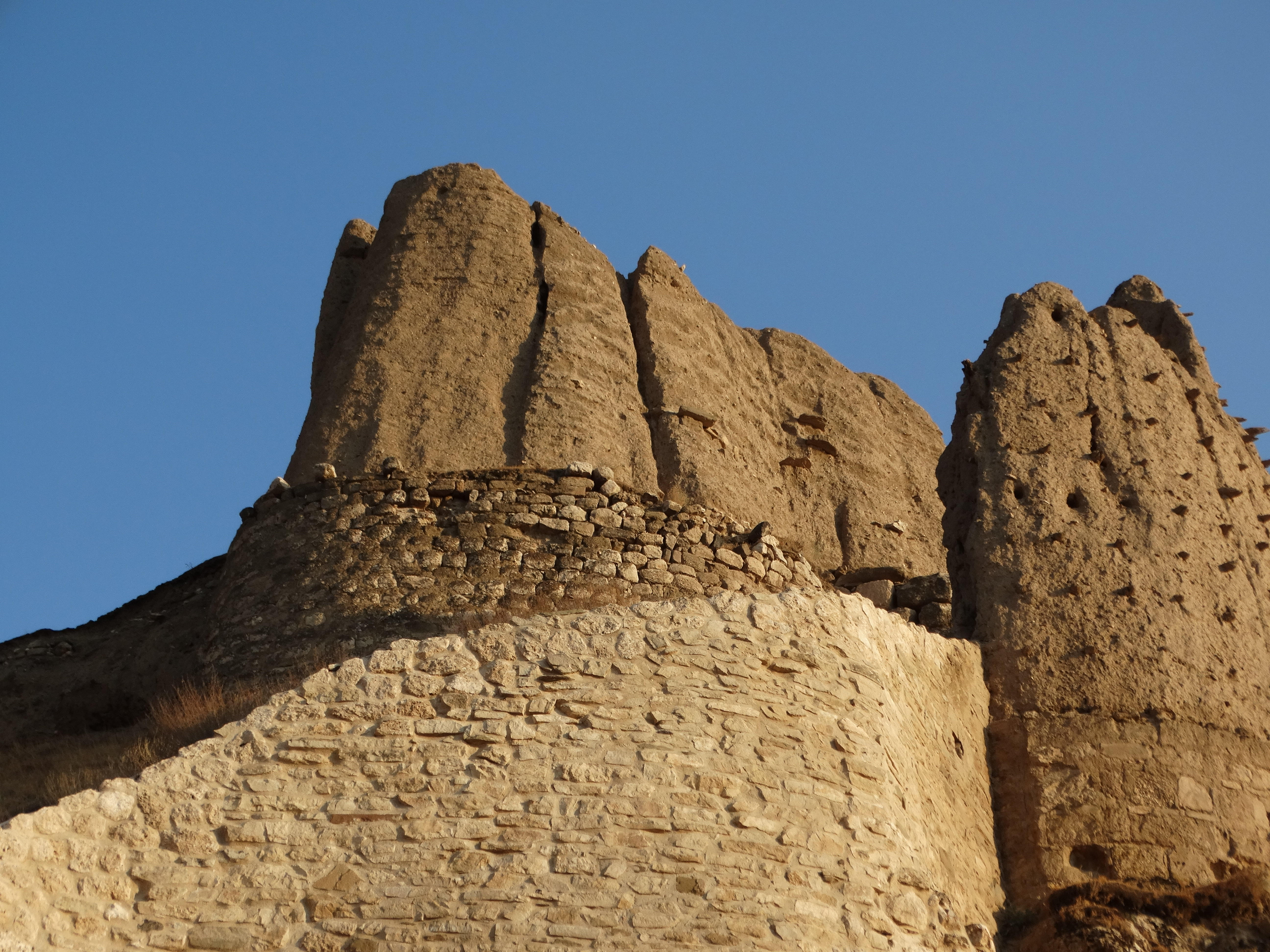
Основная, наиболее высокая башня крепости
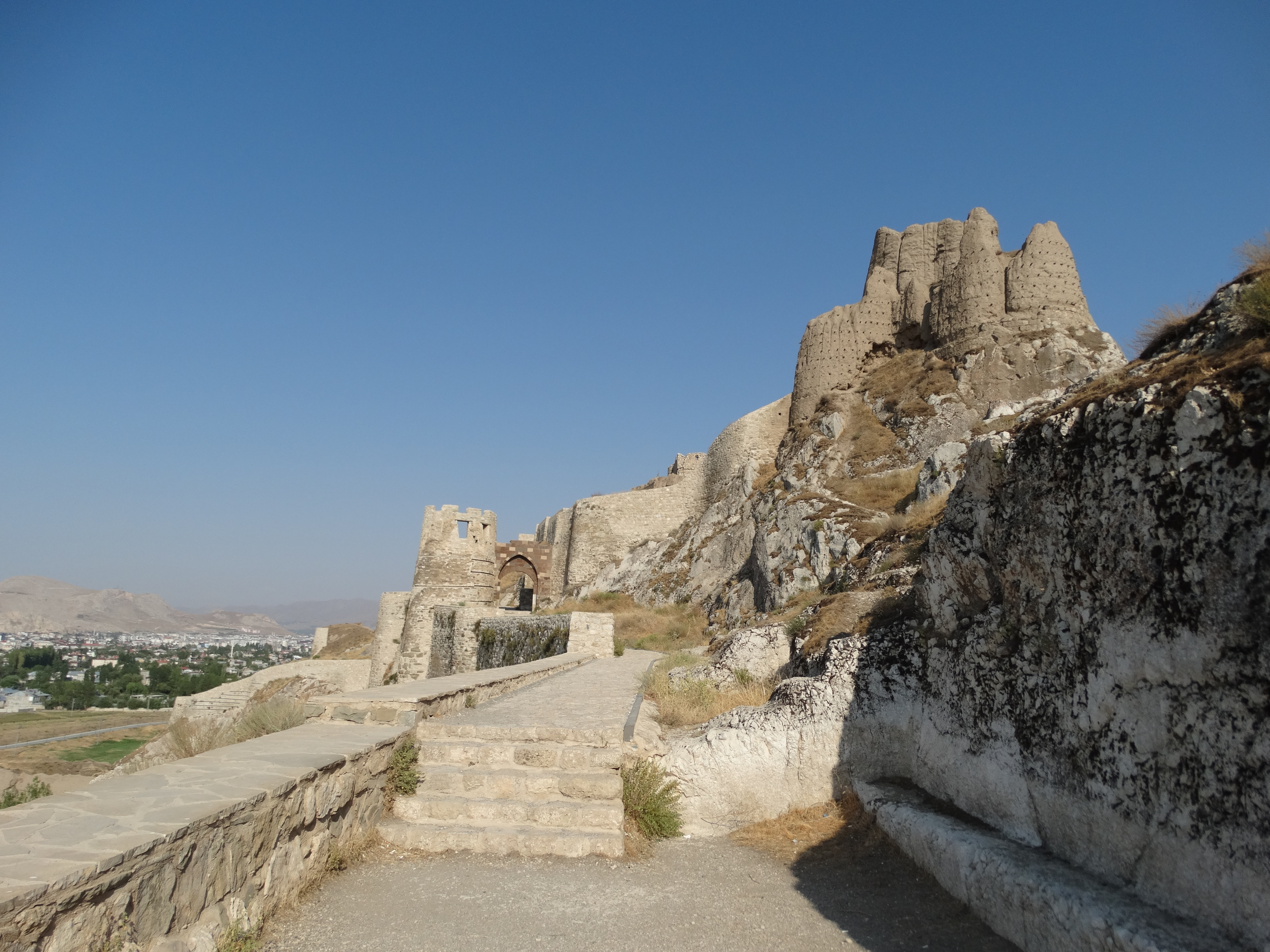
Общий вид крепости со стороны озера Ван
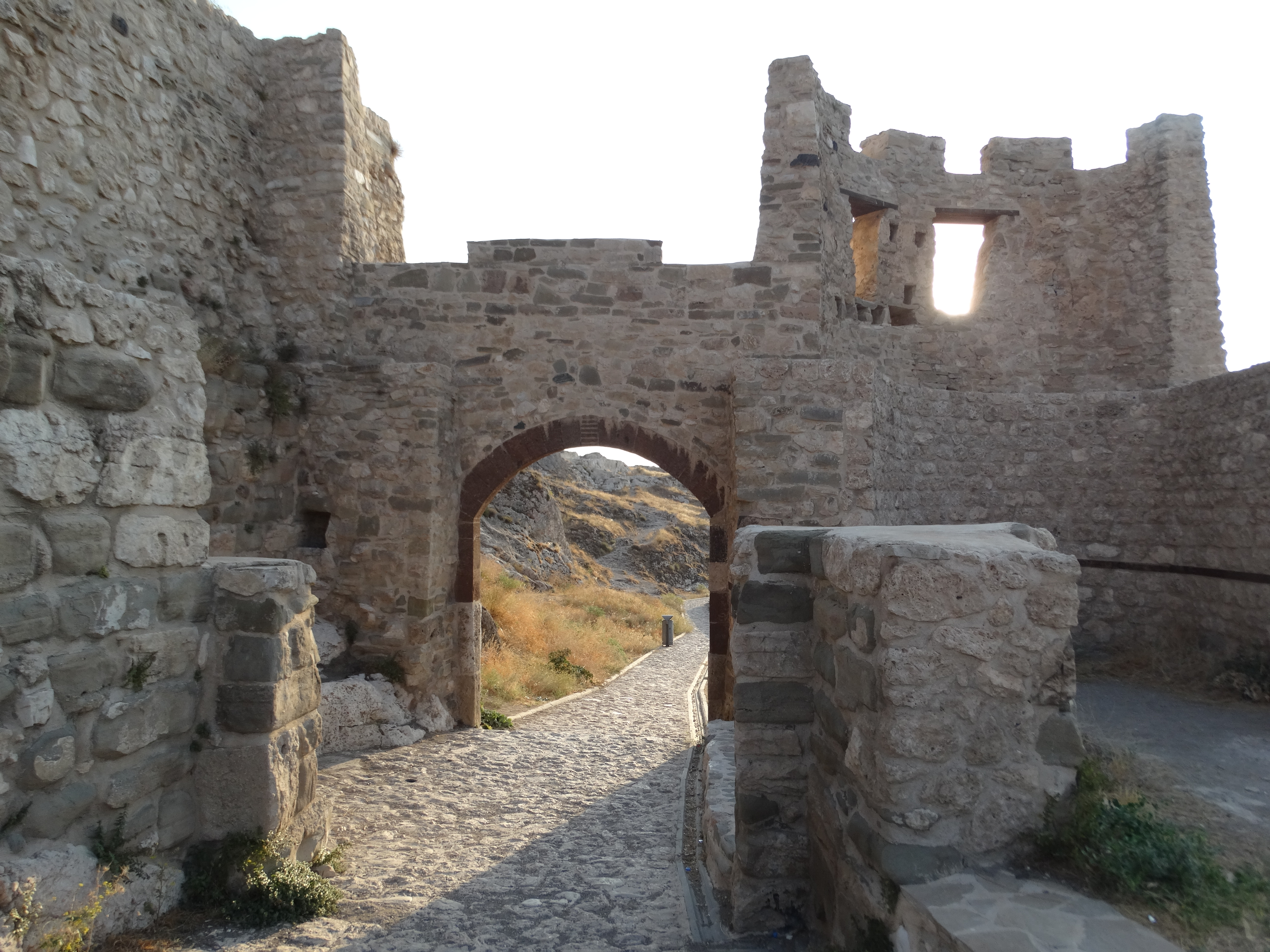
Крепостные ворота
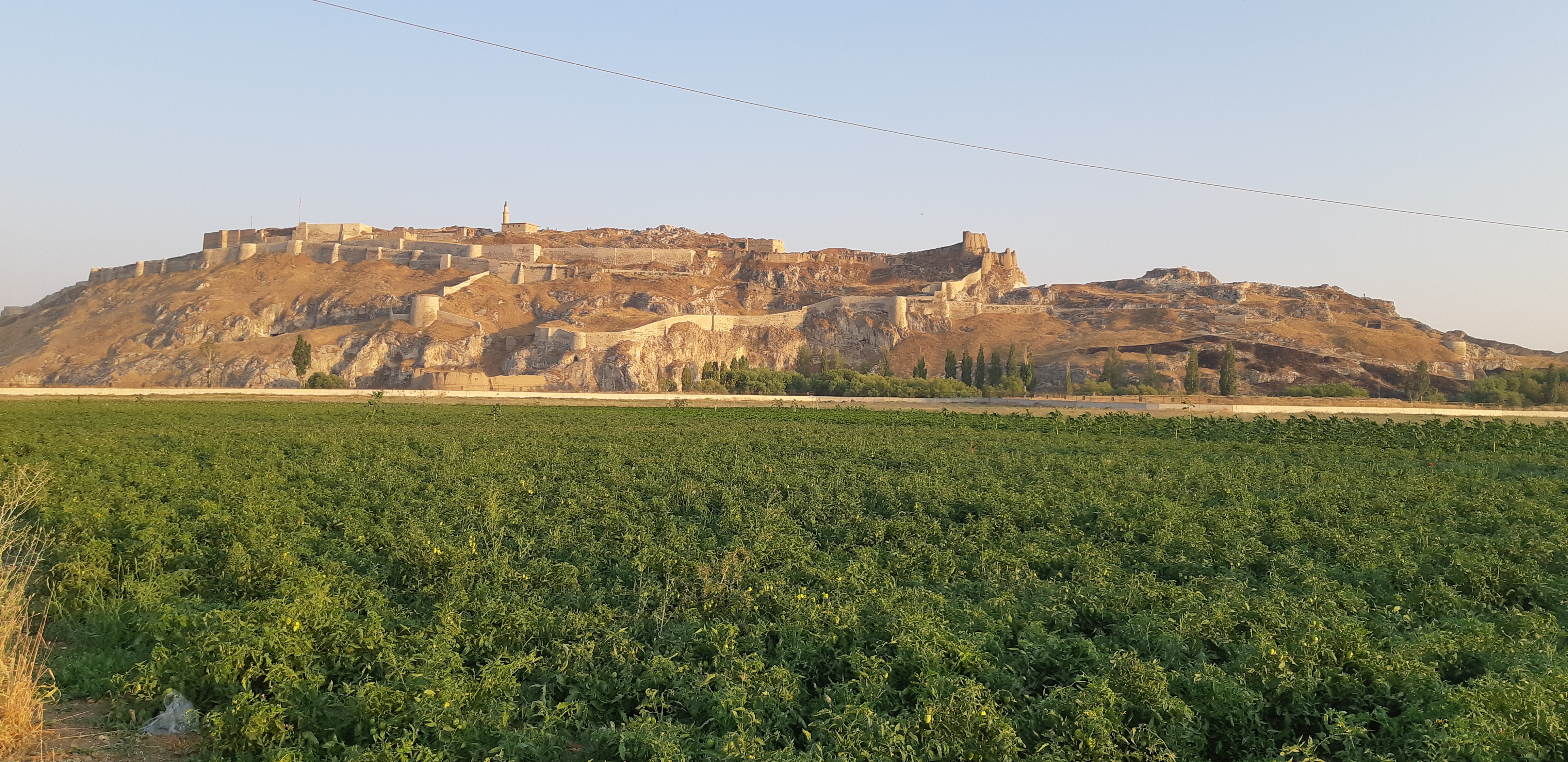
Вид на крепость с северо-запада